# Vänortsparken, Umeå

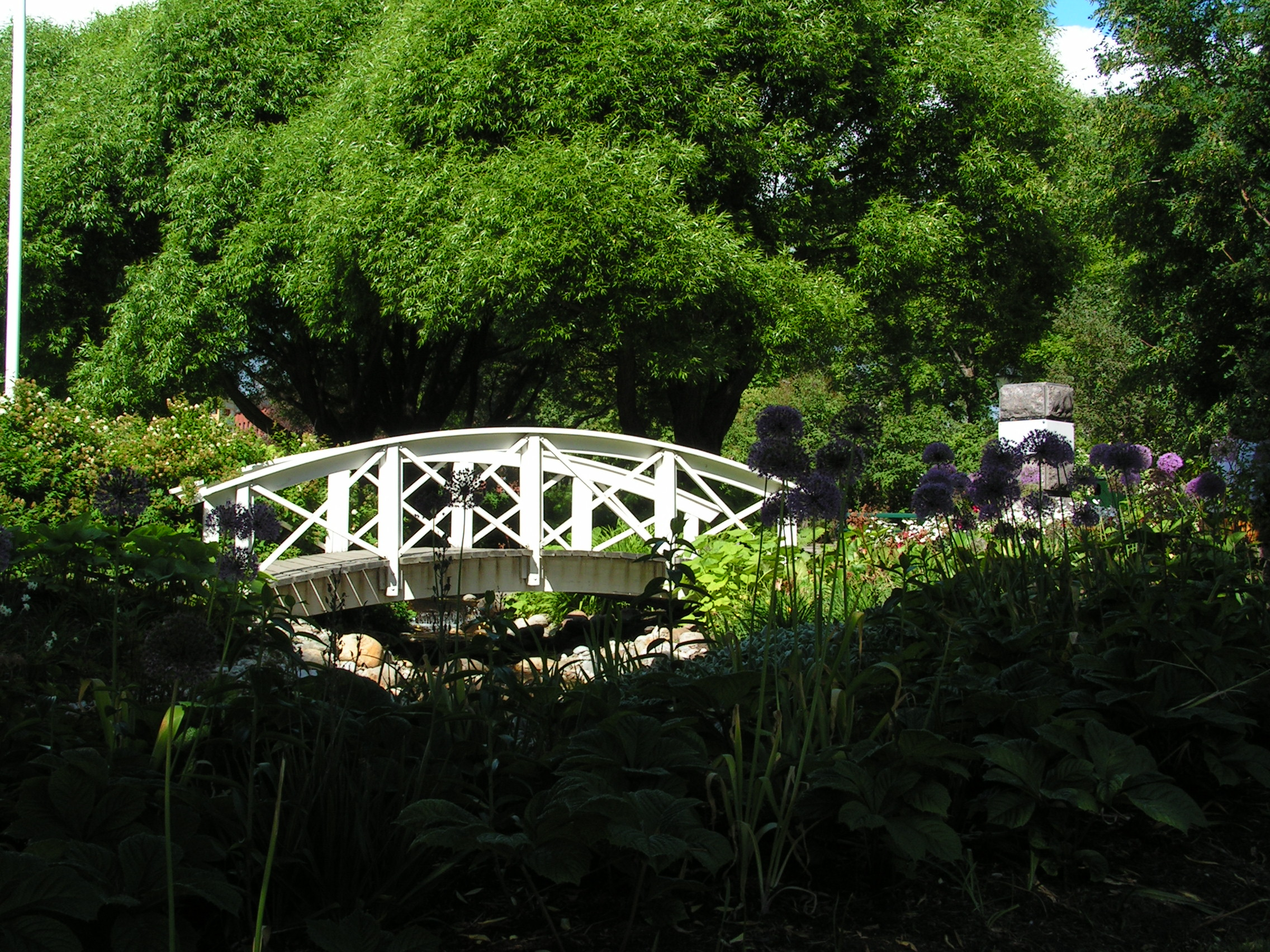
Bro över bäcken i Vänortsparken.

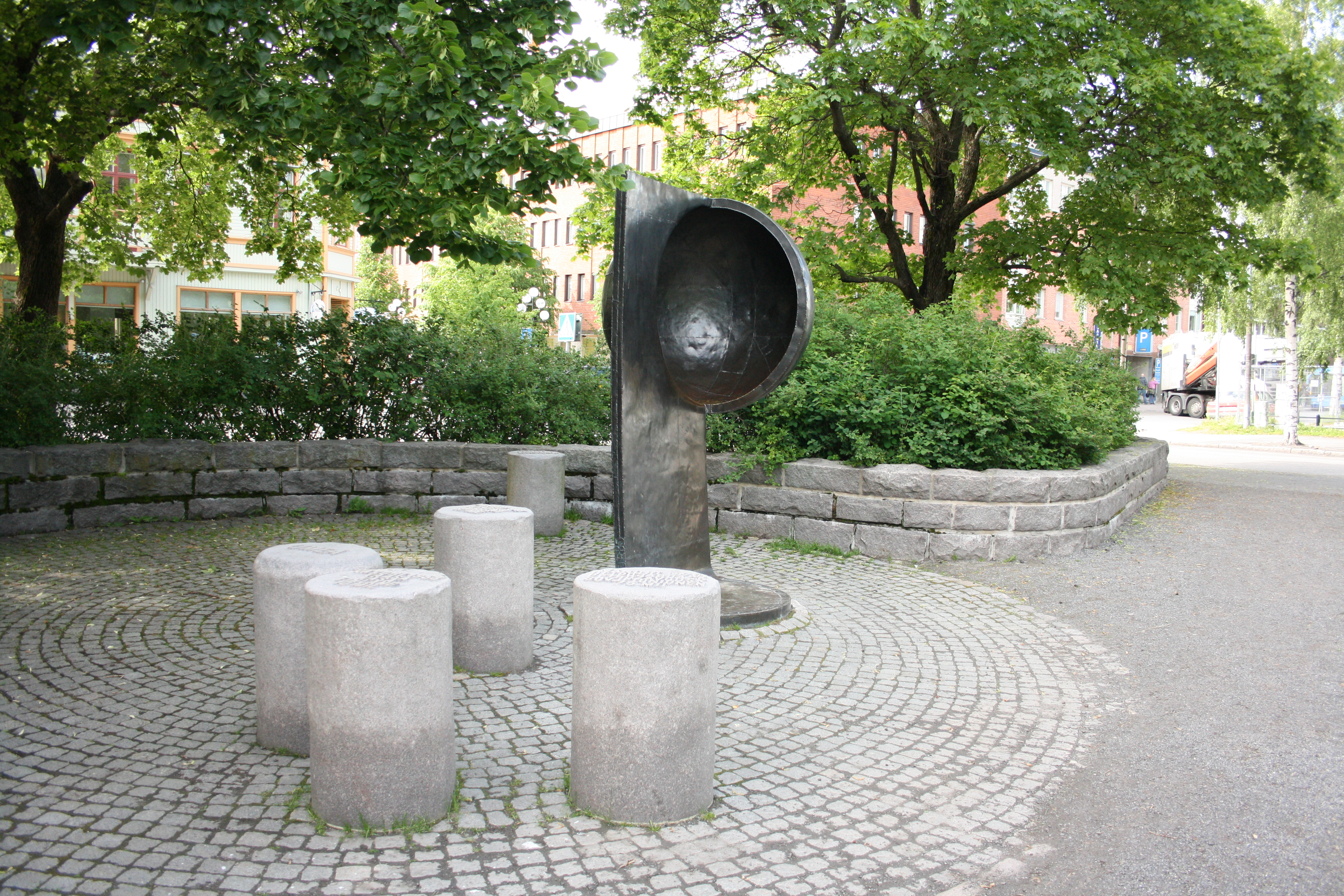
I parkens nordvästliga hörn ligger skulpturgrupper Tellus, som representerar Umeås vänorter.

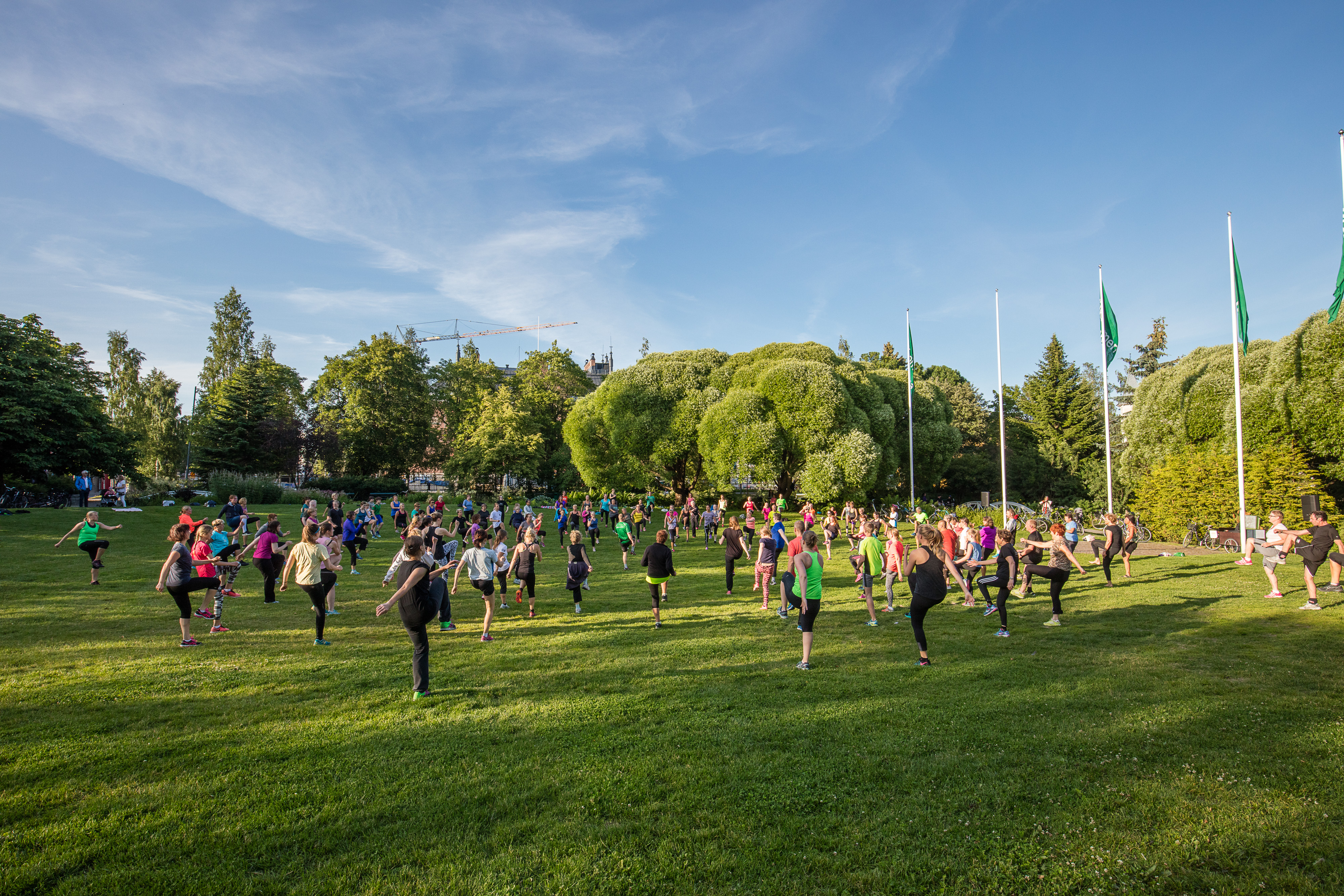
Gymnastik i parken.

Vänortsparken är en park i centrala Umeå. Parken upptar ett kvarter och gränsar med Storgatan och Umeå stads kyrka i söder, Östra Kyrkogatan och Moritzska gården i öster samt Kungsgatan och Mimerskolan i norr. Parken har en skålformad central gräsyta som är omgiven av olika busk- och trädplanteringar. Genom parken rinner en konstgjord bäck med tre broar.

## Historik
När tomtområdet i Umeå utvidgades under 1600-talet så sparades ett område norr om kyrkan, vilket blev Umeås andra torg – Kyrkotorget. Vid slutet av 1700-talet pryddes Kyrktorget med kryddgårdar som ansågs ge en behaglig omväxling åt torgaspekten. Området kring Kyrktorget blir vid denna tid ämbetsmännens och de högre tjänstemännens speciella område till skillnad från området kring Rådhustorget där handelsmännen hade sina tomter. Omkring 1800-talets mitt kom även en mängd offentliga institutionsbyggnader att byggas i området kring Kyrktorget.
Den 8 oktober 1809 samlades officerarna i den Norra armén på Kyrktorget där de avtackades av general von Döbeln före demobiliseringen. På grund av freden i Fredrikshamn där Sverige avträdde Finland till Ryssland hade Kunglig Majestät beordrat Norra arméns upplösning.
Under 1858 fick den nybildade trädgårdsföreningen uppdraget att så gräs på Kyrktorget och förse den med planteringar. Under 1861 och 1862 utgick inte mindre än 2 000 riksdaler ur stadskassan för planteringarna vid Kyrktorget. Planteringarna bestod till största delen av ortens träd och buskväxter som sköttes av dalkullor.
Efter stadsbranden 1888 utökades ytan och namnet ändrades till Skolparken. Parken användes som lekområde av flickskolans elever och sedan även av pojkar från läroverket, som stod färdigt år 1900. Skolparken var även Umeås fotbollsplan fram till 1925 då Gammliavallen invigdes.
År 1985 döptes parken om till Vänortsparken. Den byggdes om med bland annat anläggandet av en konstgjord bäck och nya parkmöbler. Föremål med anknytning till Umeås vänorter Helsingör, Vasa, Petrozavodsk, Harstad, Würzburg och Saskatoon placerades ut i parken. Dessutom sattes skulpturen Tellus av Ante Dahlstedt i svetsad kopparplåt upp i parkens nordvästra hörn.

## Växter
I parken växer bland annat lönn, cembratall, ask, hästkastanj, krokus och narciss samt buskar som spirea, ölandstok, havtorn, måbär, syren och bergtall. Runt parken finns en ram av lönnar, som med undantag av träden efter Östra Kyrkogatan är planterade på 1920-talet.
I parken står även en Ornäsbjörk som är Umeå kommuns exemplar av "Riksträdet". Riksträden ingår i den årliga rapporteringen av björkarnas lövsprickning från söder till norr.

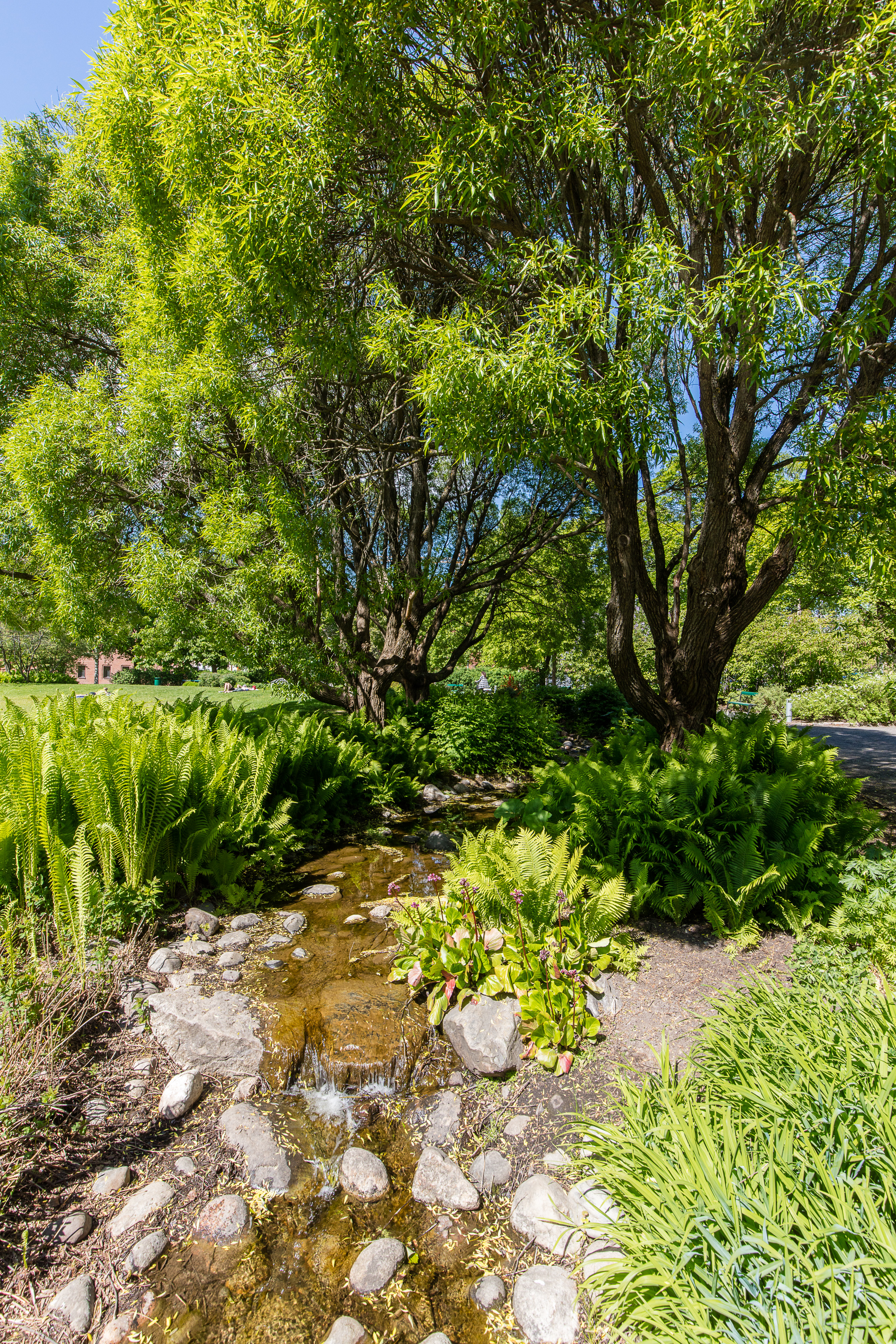
Vänortsparken (2015).
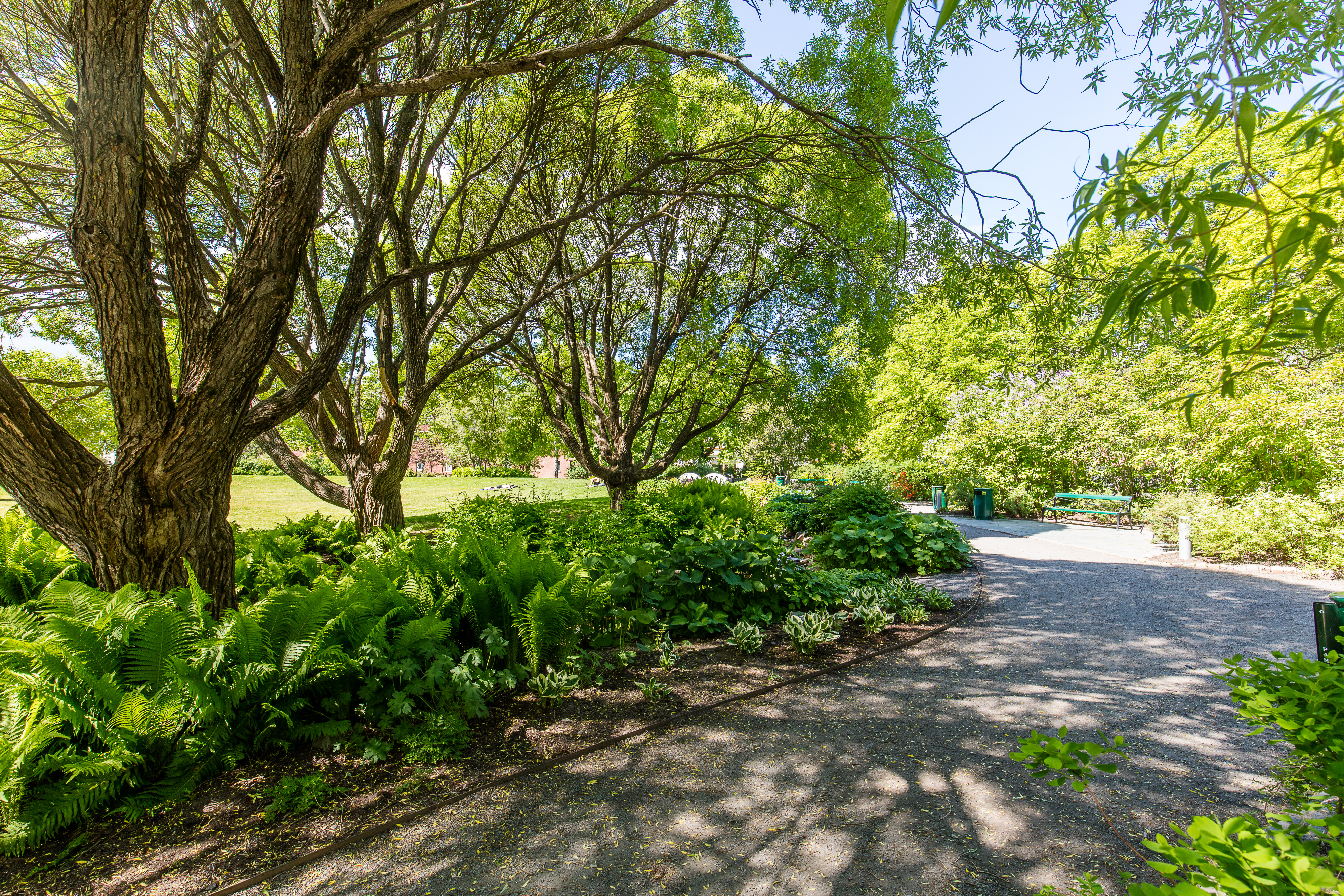
Vänortsparken (2015).
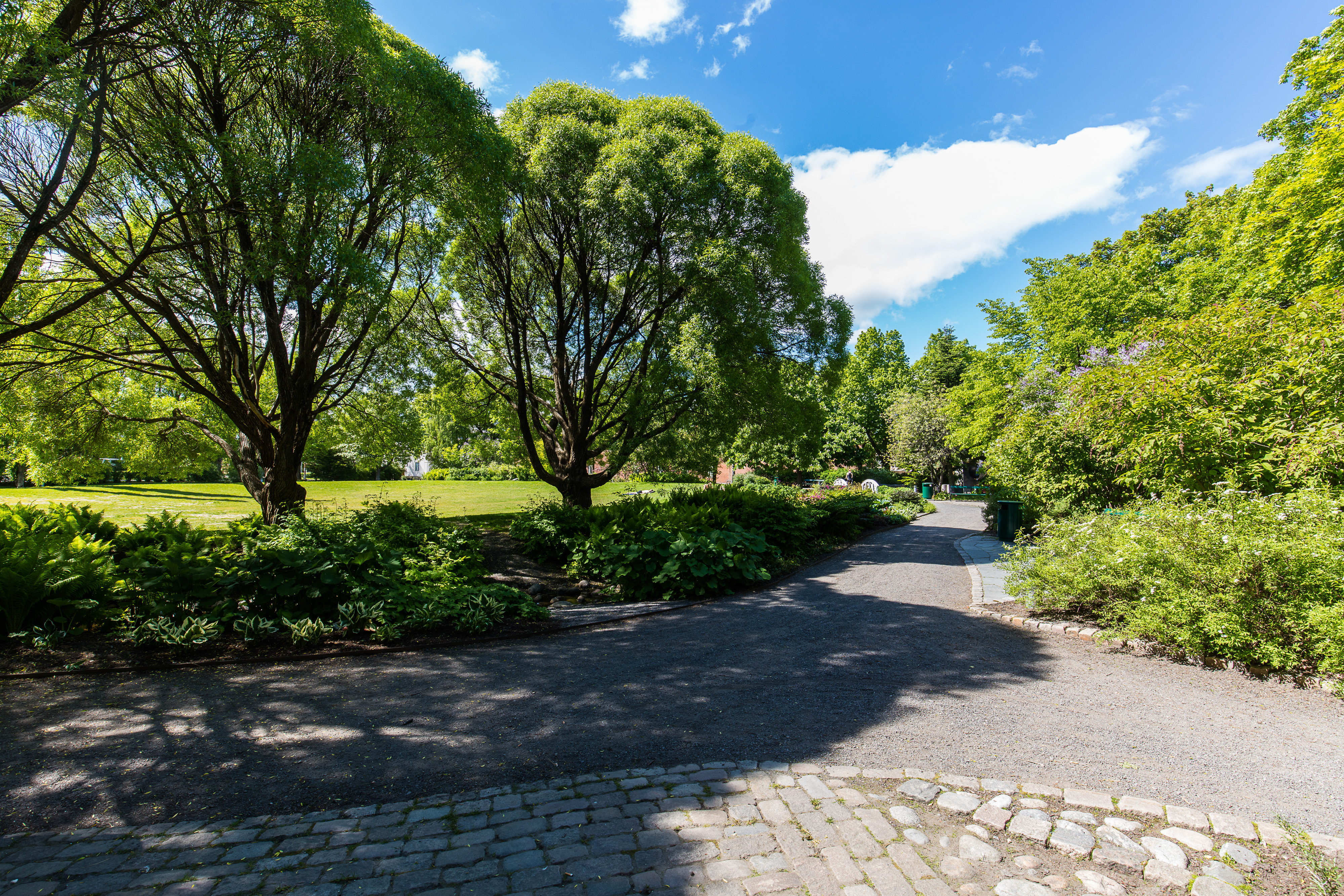
Vänortsparken (2015).
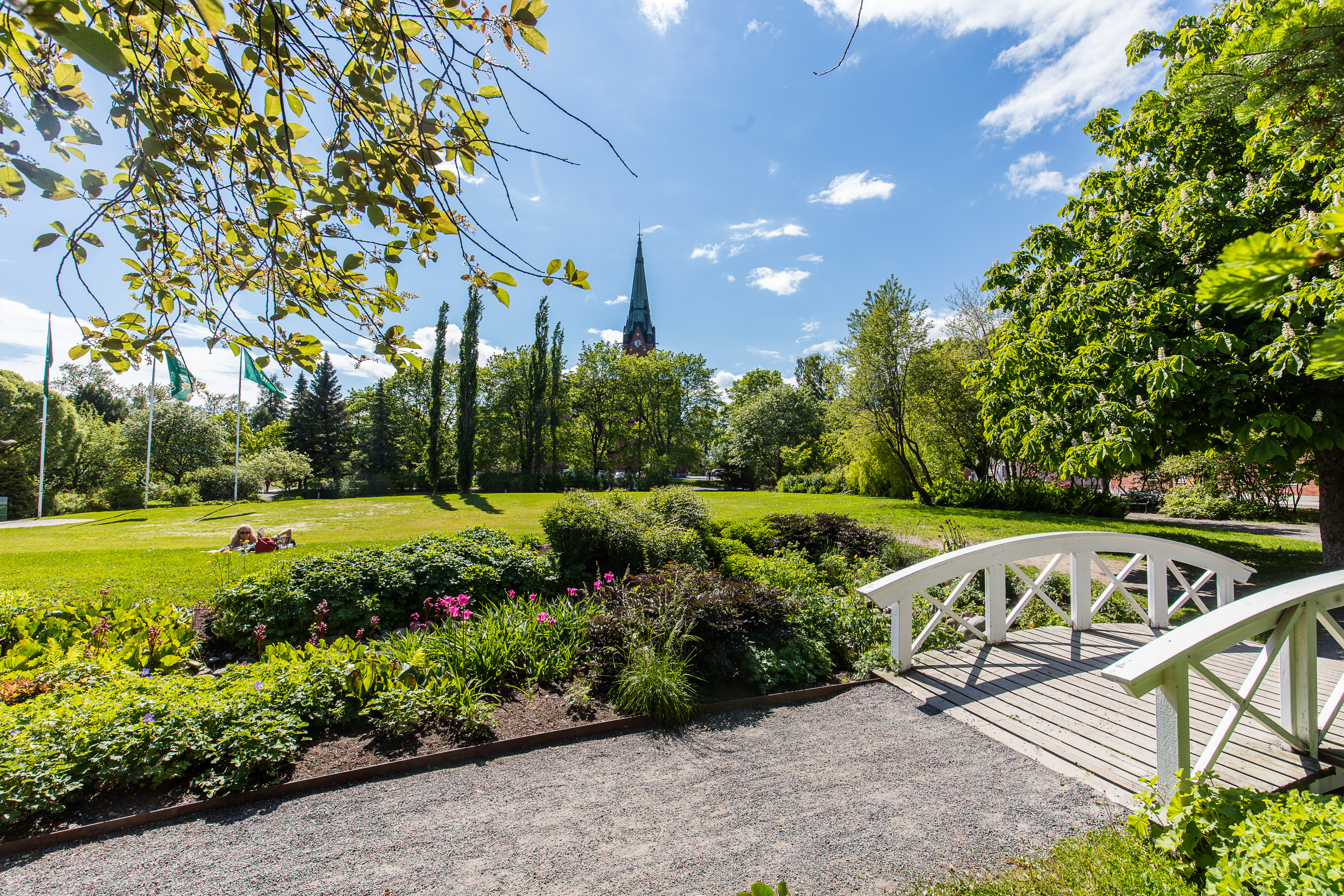
Vänortsparken (2015).
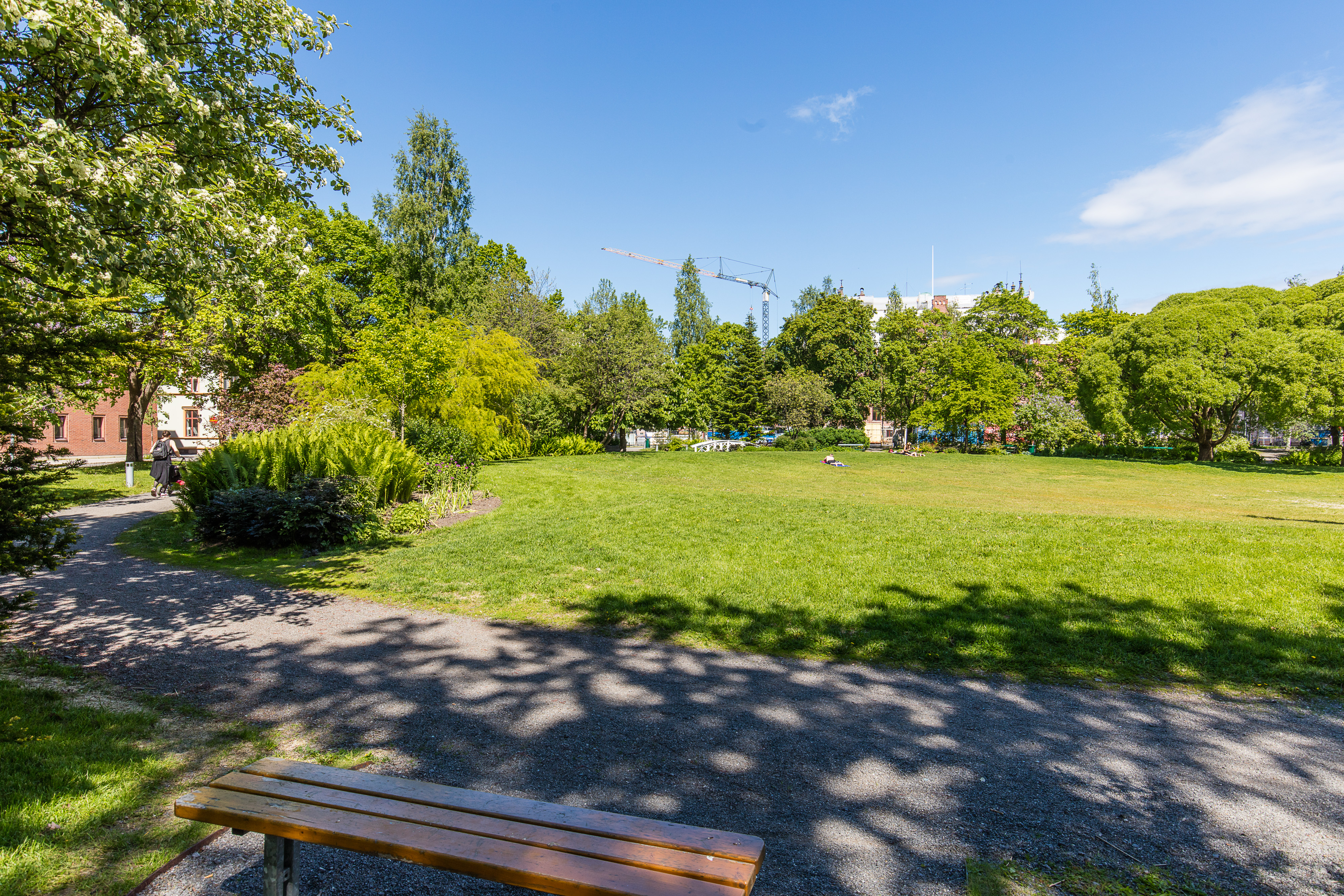
Vänortsparken (2015).